# 若松武史
若松 武史（わかまつ たけし、1950年7月2日 - 2021年4月14日）は、日本の俳優である。ケイセブン中村屋所属。東京都出身。

## 人物
日本大学芸術学部卒業（在学中に「転倒虫」を主宰）。
寺山修司率いる天井桟敷で中心的俳優として活動。
1998年の『ブッダ』から若松武史と改名（それ以前は若松 武で活動）。血液型はO型。
2008年頃からは画家としても活動していた。
長男は俳優の若松力、長女は女優の若松絵里。
2021年4月14日8時51分、死去。70歳没。関係者によれば、1998年頃から甲状腺癌を患い、病を得ながらも俳優活動を続け、亡くなる2年前からは療養に専念していたという。

## 出演

### 舞台
- 奴婢訓
- 身毒丸
- 毛皮のマリー
- ロックオペラ ハムレット
- レミング - 壁抜け男
- 忘れな草（1986年）
- カスパー
- NINAGAWAマクベス
- 阿国 OKUNI
- 贋作・桜の森の満開の下
- 音楽劇ブッダ
- ゴースト/ニューヨークの幻
- ダブリンの鐘つきカビ人間
- アジアン・スイーツ
- ひかりごけ
- 近代能楽集III　鵺/NUE
- ワンス・アポン・ア・タイム・イン・京都 かげろふ人
- 新・雨月物語
- どん底
- 友達
- リチャード三世
- 引き際（2011年）
- メディア（2012年）

他多数

### 映画
- ボクサー（1977年） - 減量をやめたボクサー
- サード（1978年） - 緘黙
- 草迷宮（1979年） - 明（青年時代）
- さらば箱舟（1984年）
- エンジェル・ダスト（1994年） - 阿久礼
- タイムレスメロディ（1999年）
- 金融腐蝕列島[呪縛]（1999年） - 小田島敬太郎 役
- 梟の城（1999年） - 上野弥兵衛 役
- リング0 バースデイ（2000年） - 重森勇作 役
- 恋する日曜日 私。恋した（2007年） - なぎさの父 役
- 真・女立喰師列伝　草間のささやき 氷苺の玖実（2007年） - 光男
- 世界で一番美しい夜（2008年） - 宮司・平野 役
- レイン・フォール/雨の牙（2009年） - ベニー渡辺 役
- 天使突抜六丁目 - 大堀
- マダム・マーマレードの異常な謎（テレビ東京） - 藤堂俊之介 役
  - 出題編（2013年10月25日）
  - 解答編（2013年11月22日）

### テレビドラマ
NHK
- 大河ドラマ
  - 武田信玄（1988年） - 武田信繁
  - 翔ぶが如く（1990年） - 松平容保
  - 琉球の風（1993年） - 樺山久高
  - 徳川慶喜（1998年） - 小笠原長行
  - 龍馬伝（2010年） - 日根野弁治
  - 八重の桜（2013年） - 近衛忠煕
- 土曜ドラマ（NHK)
  - 新十津川物語（1992年） - 豊彦
  - 監査法人（2008年） - 近藤滋之
  - トップセールス（2008年）
- ひまわり（1996年） - 潮見経一
- ランタナの花咲く頃に（1996年） -春夫
- お嬢様は名探偵（1998年） -  南条弘高
- よろずや平四郎活人剣（1999年） - 戌井勘十郎
- 慶次郎縁側日記（2004 - 2007年） - 常蔵

日本テレビ
- FACE〜見知らぬ恋人〜（2001年） - 平野和久
- 探偵学園Q（2007年） - キング・ハデス
- 左目探偵EYE（2010年） - 神谷太一
- 火曜サスペンス劇場
  - 「ペイパーハネムーン」（1987年）
  - 「警部補 佃次郎3」（1997年） - 大川圭一
  - 「小京都ミステリー21」（1997年） - 金子浩二

TBS
- ケイゾク（1999年） - 山田重雄
- 特命!刑事どん亀（2006年） - 毛利亘
- ハロー張りネズミ（2017年） - 蔵元聖

フジテレビ
- 女は男をどう変える（1986年） - 西尾秘書室長
- ギフト 第10話・最終話（1997年） - 眼帯の男
- タブロイド（1998年） - 戸倉刑事
- 鬼平犯科帳スペシャル 高萩の捨五郎（2010年） - 籠滝の太次郎
- 金曜エンタテイメント
  - 「浅見光彦シリーズ7」（1998年） - 高川伸男
  - 「温泉名物女将!湯の町事件簿1」（2001年） - 藤村武彦

テレビ朝日
- 外科医柊又三郎（1996年） - 高倉
- ボディガード（1997年）
- 舞妓さんは名探偵!（1999年） - 三津田健一
- 29歳の憂うつ パラダイスサーティー（2000年） - 岩間時枝
- 相棒 season2 第7話 「消えた死体」（2003年11月26日） - 多治見治
- 安楽椅子探偵 (テレビドラマ)（2003年） - 笛吹疾
- おみやさん（2005年） - 篠山久志
- HTBスペシャルドラマ うみのほたる（2005年、北海道テレビ） - 村田太郎
- 歓喜の歌（2008年） - 宮本友孝
- 土曜ワイド劇場
  - 「混浴露天風呂連続殺人18」（1998年） - 山崎邦雄

テレビ東京
- 七瀬ふたたび（1998年） - 松井刑事
- 幻十郎必殺剣（2008年） - 坂巻源内
- リバースエッジ 大川端探偵社（2014年） - 男

WOWOW
- パンドラIII 革命前夜（2011年） - 市川国家公安委員長
- 60 誤判対策室（2018年） - 世良光蔵

### Vシネマ
*インフェルノ　蹂躙（1997年、北川篤也監督、高橋洋脚本）
- 溝鼠VS.毒蟲（2009年）
- 標的 TARGET（2009年）

### アニメ
- 青の6号（ゾーンダイク[4]）
- ミチコとハッチン（ペドロ）

### ラジオドラマ
- 虚構の楽園（FMシアター NHK-FM）
- 精霊の守り人（青春アドベンチャー NHK-FM）